# Идиотският триъгълник
„Идиотският триъгълник“ е пълнометражна сатирична драма на шведския режисьор Рубен Йостлунд, отличена със Златна палма на кинофестивала в Кан през 2022 година. Йостлунд е и сценарист на филма, а актьорския състав оглавяват Уди Харелсън, Харис Дикинсън и Чарлби Дийн. Подобно на предишния филм на режисьора – „Квадратът“, който също също му донася „Златна палма“ – „Триъгълник на тъгата“ е копродукция между Швеция и още три държави – Франция, САЩ и Великобритания.
Производството на филма е спряно на два пъти през 2020 г. поради пандемията от COVID-19. Премиерата му на филмовия фестивал в Кан през 2022 г. предизвиква осемминутни овации. Средната оценка на рецензиите, на базата на които е агрегирана общата оценка на филма в Rotten Tomatoes – 71% от 31 рецензии, е 7,7/10. Оценката на „Триъгълник на тъгата“ в Metacritic се основава на 15 критически рецензии и е 66/100.
В България филмът е показан на фестивала Киномания през ноември 2022 година.

## Сюжет
„Идиотският триъгълник“ проследява историята на звездна двойка модели (в ролите Харис Дикинсън и Чарлби Дийн), поканени на луксозен круиз в компанията на извънредно богати гости, сред които руски олигарх и британски търговци на оръжие. Капитанът на кораба (в ролята Уди Харелсън) е идиосинкратичен алкохолик и отявлен марксист. Круизът завършва катастрофално и оцелелите – двойката модели-инфлуенсъри, група милиардери и чистачките на кораба – се озовават на пустинен остров, където йерархията и взаимоотношенията между тях са поставени в напълно различни условия.